# Victoria Fromkin
Victoria “Vicki” Alexandra Fromkin (Passaic, 16 de maio de 1923 - Los Angeles, 19 de janeiro de 2000) foi uma linguista estadunidense conhecida por seus trabalhos sobre problemas de produção e compreensão de discurso. Foi presidente da Sociedade Linguística da América e era professora emérita da Universidade da Califórnia em Los Angeles, onde lecionou por mais de trinta anos.